# Lynne Stopkewich
Lynne Stopkewich, née en 1964 à Montréal, est une réalisatrice canadienne, principalement connue pour avoir réalisé le film Kissed en 1996.

## Biographie
Lynne Stopkewich obtient son baccalauréat en beaux-arts de l'université Concordia en 1987, en études cinématographiques, puis une maîtrise en arts en 1996, toujours en études cinématographiques, au département théâtre et cinéma de l'université de la Colombie-Britannique. Elle réalise ses premiers courts métrages à Concordia. Stopkewich a commencé le développement de Kissed comme sujet de thèse à l'université de la Colombie-Britannique, avant d'y revenir plus tard en tant que membre du corps professoral.
Stopkewich a également réalisé le long métrage Suspicious River en 2000, et plusieurs épisodes des séries télévisées Bliss, Coroner Da Vinci, The L Word, This is Wonderland et The Shields Stories. Stopkewich préfère généralement travailler avec l'équipe avec qui elle a travaillé auparavant, notamment l'actrice Molly Parker.
L'approche de Stopkewich est en partie inspirée par les théories cinématographiques féministes, et ses films ont été décrits comme étant « foncièrement féministes ». Les Canadiens voient aussi dans ses films « un fort sentiment de culture locale » qui s'élève « au-dessus de l'appropriation américaine de Vancouver comme toile de fond de la culture générique américaine ».